# Walter Jordan
Walter Lee Jordan (Perry, 19 febbraio 1956) è un ex cestista statunitense, professionista nella NBA.

## Carriera
È stato selezionato dai New Jersey Nets al quarto giro del Draft NBA 1978 (84ª scelta assoluta).
Con gli Stati Uniti ha disputato le Universiadi di Sofia 1977.

## Palmarès
- All-WBA first Team (1979)